# Knochenflöte

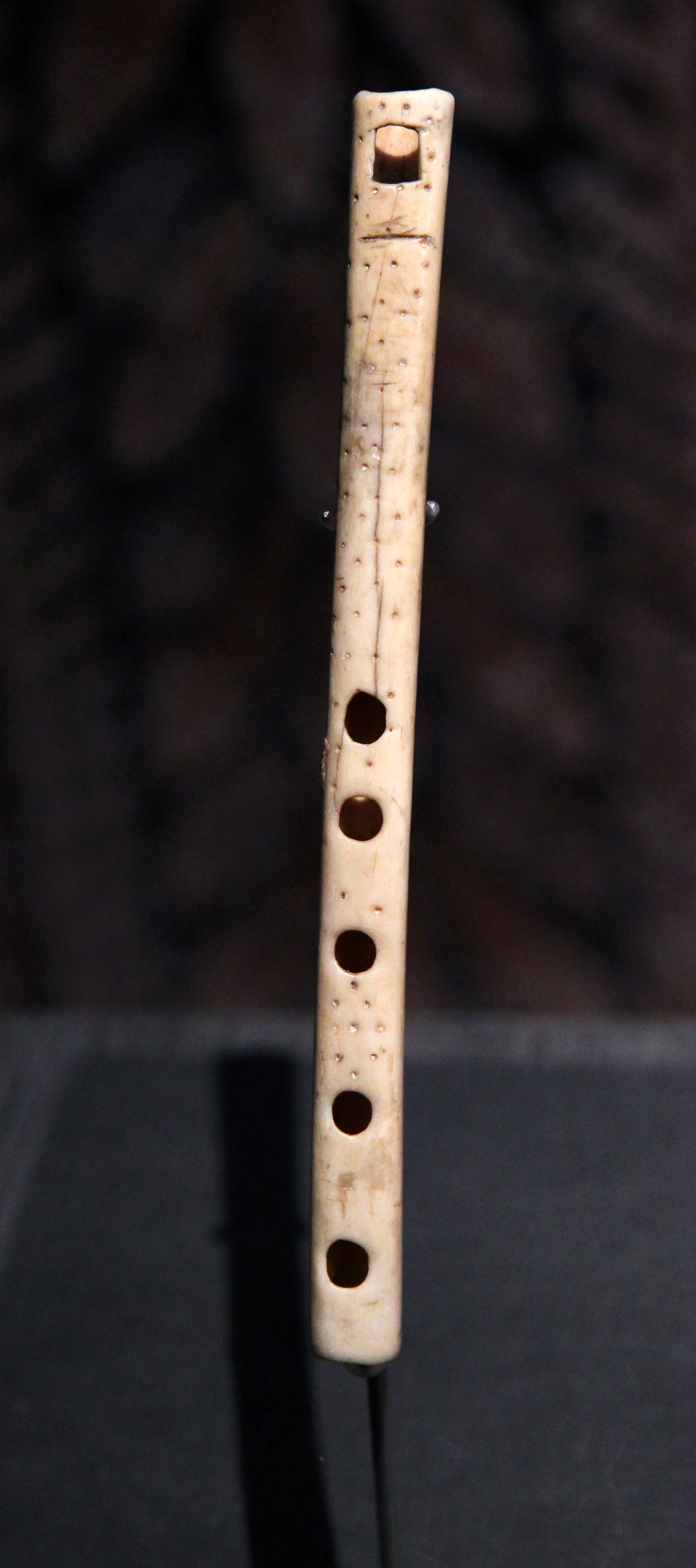
Knochenflöte von Aveyron, um 2500 v. Chr.

Knochenflöten sind Flöten aus tierischen Knochen. Sie gehören zu den ältesten archäologisch nachweisbaren Musikinstrumenten der Menschheit. Die ältesten sind aus der Steinzeit bekannt.

## Bauweise
Der größere Teil der Knochenflöten ist als Kernspalt-Flöte oder Blockflöte konzipiert. Dabei wird ein Wachspropfen als Block ins obere Ende des Knochens eingefügt und enthält das Anblasloch. Der Luftstrom wird am Labium beziehungsweise Aufschnitt geteilt. Andere Knochenflöten werden wie Querflöten seitlich angeblasen.

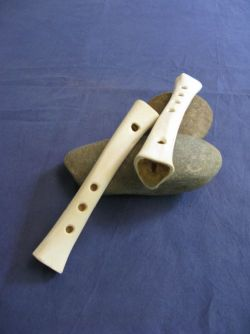
Nachbauten mittelalterlicher Knochenflöten

## Geschichte

### Steinzeit
Funde gibt es bereits aus dem Aurignacien, einer Kultur der europäischen Altsteinzeit. 2009 wurde der Fund einer gut erhaltenen, aus dem Flügelknochen eines Gänsegeiers gefertigten Flöte aus dem Hohler Fels auf der Schwäbischen Alb bekannt, die ca. 42.000–43.000 Jahre alt ist. Zuweilen ist schwierig zu beurteilen, ob Grifflöcher tatsächlich von Menschenhand hergestellt oder Verbissspuren von Raubtieren sind. Ebenfalls zu den ältesten Funden gehören drei Exemplare aus der Geißenklösterle-Höhle bei Blaubeuren, nur wenige Kilometer vom Hohler Fels entfernt. Besonders bekannt wurde die erste dort gefundene Flöte, die aus dem Radius eines Singschwans hergestellt wurde. Kürzlich ließen sich Mammutelfenbein-Stücke zu einer Flöte zusammenfügen, die mindestens drei Grifflöcher aufwies.
In den südfranzösischen Höhlen von Isturitz wurden Fragmente von insgesamt 22 Knochenflöten aus der Zeit vor etwa 35.000 bis 20.000 Jahren gefunden.
In der Höhle Grubgraben in Niederösterreich befand sich eine Knochenflöte von vor etwa 19.000 Jahren, in der niederösterreichischen Gudenushöhle eine Knochenpfeife von vor etwa 15000 bis 10.000 Jahren.

### Bronzezeit, Eisenzeit, Antike
Die ältesten außereuropäischen Knochenflöten sind aus den historischen Großsiedlungen Jiahu in China (um 6.500 v. Chr.), Shir in Syrien (um 6.200 v. Chr.) und Sang-i Chakmak im Iran (um 6.200–5.300 v. Chr.) bekannt.
Der kuppersteinzeitliche Fund aus Unterdigisheim, Großer Heuberg stammt aus einer Baugrube. Das Instrument mit den filigranen eingeritzten Verzierungen wird der Glockenbecherkultur (2600 bis 2200 vor Christus) zugeordnet.
In der ältesten südamerikanischen Stadt Caral fanden sich über 30 Knochenflöten von etwa 2.200 bis 2.100 v. Chr.  Am sibirischen Baikalsee und bei Mariupol in der heutigen Ukraine sind Knochenflöten von etwa 2.000 v. Chr. erhalten (Sopilka).
Aus dem Alten Ägypten ist eine Knochenflöte von etwa 305 v. Chr. bekannt (die Blasinstrumente wurden ansonsten meist aus Holz, Metall oder anderen Materialien gefertigt).
Auch aus dem Römischen Reich sind nur wenige Knochenflöten bekannt, so in Flavia Solva bei Graz aus dem 2. Jahrhundert n. Chr.

### Mittelalter und Neuzeit
Die älteste mittelalterlichen Flöten sind aus dem Kloster Müstair in der Schweiz aus dem 8./9. Jahrhundert erhalten. Weitere gab es in den zentralen Ostseehandelsplätzen Haithabu und Schleswig und in weiteren Orten.
Im Mittelalter kamen Flöten aus Schienbeinen von Schafen am häufigsten vor. Die Anzahl der Grifflöcher für die Finger variierte: meistens drei oder vier Löcher, seltener zwei, fünf oder sechs Löcher, einige zusätzlich mit Daumenloch. Daneben gab es auch Flöten aus Vogelknochen.
In Bulgarien wurden Flöten oder Pfeifen bis in das 20. Jahrhundert aus Tierknochen gemacht (Swirka). 

## Herstellung
Am besten eignet sich ein möglichst gerader Röhrenknochen, beispielsweise Schienbeinknochen (Tibiae) junger Schafe oder Knochen von Vögeln. Beim mazerierten Knochen entfernt man ein oder beide Gelenkenden. Danach bohrt man die Löcher. Das oberste, das den Luftstrom teilt, nennt man Labium oder Aufschnitt. Dann folgen nach Wunsch ein Daumenloch auf der Rückseite sowie Grifflöcher für die Finger auf der Vorderseite. Ins obere Ende der Flöte setzt man einen Pfropfen aus Bienenwachs als Mundstück ein, in den der Luftkanal geschnitten werden muss.

## Spielweise
Aufgrund der Unterschiede beim Knochenquerschnitt und der Länge lassen sich keine Gesetzmäßigkeiten für den Bau eines stimmigen Instrumentes ableiten. Gerade die bewusst gewählte geringe Anzahl Grifflöcher bei mittelalterlichen Exemplaren zeigt, dass im Gegensatz zu Holzflöten die Konstruktion eines vielseitigen Instrumentes gar nicht beabsichtigt war.

### Steinzeit
Melodien aus der Steinzeit sind naturgemäß nicht überliefert. Friedrich Seeberger, Fachmann für die Rekonstruktion archäologischer Musik, führte Experimente mit modernen Nachbauten steinzeitlicher Flöten durch. Mit den einfachen Instrumenten lässt sich bemerkenswert abwechslungsreiche Musik spielen.

### Mittelalter
Auch für diese Zeit fehlen überlieferte Melodien, Informationen zur Spielweise und darüber, wer überhaupt auf diesen „einfachen“ Instrumenten spielte. Die zumindest in der Schweiz vergleichsweise zahlreichen Funde auf Burgen könnten als Hinweis auf eine dort besonders gepflegte derartige Tradition dienen; entweder durch den Burgadel oder durch Sennen, die das burgeigene Vieh hüteten. Hirten bevorzugten einfache Melodien, wie unter anderem der Satz „Pastorale“ (italienisch: Hirtenlied) im Weihnachtskonzert von Arcangelo Corelli zeigt. Auch fahrende Musikanten kommen als Spieler auf Knochenflöten in Betracht. Auf mehrlochigen Instrumenten konnte ein geschickter Spielmann mit Gabelgriffen, Halbdeckungen der Löcher und Überblastechnik durchaus Melodien zum Besten geben.
Insgesamt aber hat die Bohrung der Löcher kein System, dementsprechend tönen sie auch: Nur selten ergibt sich eine Tonleiter, meistens in sich unstimmig.